# Alain van den Abeele
Pour les articles homonymes, voir Van Den Abeele.
Alain van den Abeele, né le 4 août 1947 à Bruxelles (province de Brabant, actuellement région de Bruxelles-Capitale), est un journaliste, historien, écrivain, scénariste de bande dessinée, chroniqueur de radio et de télévision belge francophone.

## Biographie
Alain van den Abeele naît le 4 août 1947 à Bruxelles,.
Il devient journaliste professionnel à la Radio Télévision belge en 1969. Il couvre les événements sportifs à la radio jusqu'en 1983, avec une spécialité dans les sports mécaniques. Ses domaines d'activités sont les Grands Prix, courses d'endurance, mais aussi les classiques et tours cyclistes. Il couvre également le football par nécessité. Il a donc l'occasion de voyager dans le monde entier en effectuant des reportages à la radio puis à la télévision, où il anime une émission Mobiles évoquant tous les moyens de locomotion. Il crée le rallye de Bruxelles pour voitures anciennes et il est un des fondateurs du musée de l'automobile Autoworld. Il est également amateur de jouets anciens auxquels il consacrera quelques ouvrages.
En 2011, il livre l'ouvrage Courir pour Hitler, publié aux éditions Luc Pire. Il écrit aussi la biographie d'Enzo Ferrari dans Enzo Ferrari, l’homme derrière la légende, publié aux mêmes éditions en 2017. Il évoque ses souvenirs dans À vous le studio !, fidèle au même éditeur en 2019. Puis, il conte les exploits de Jacky Ickx à Francorchamps pour l'illustrateur Benoît Deliège dans Francorchamps, formule Ickx en 2020. L'année suivante, il conte les combats de Jacques Borlée dans Jacques Borlée – L’irréductible qui évoque aussi les stratégies d’entraînement qui ont fait le succès de la famille Borlée. 
Il sort encore Georges-Louis Bouchez - À bâtons rompus consacré au président du parti politique MR : Georges-Louis Bouchez, publié aux Éditions Kennes en 2023.
Son principe de vie est : « essayer de mener une existence qui ne soit pas trop contraire à ses désirs. C'est marrant, quand on y pense, nos vies sont parallèles à nos rêves, mais elles ne se rejoignent absolument jamais. »

### En bande dessinée
Il collabore au fanzine de bande dessinée Ran Tan Plan de 1973 à 1976, où il anime la rubrique Des dessinateurs et des autos sur des auteurs tels : Franquin, Greg, Hermann, Maurice Tillieux et William Vance. En 1979, il collabore au journal Tintin avec des articles rédactionnels sur le football. Il écrit également le scénario du quatorzième opus de la série Dossiers Michel Vaillant de Jean Graton sur le circuit de Spa-Francorchamps, publié par Graton éditeur en 2012.

### En littérature jeunesse
Il écrit l'ouvrage Jean et le lampiste illustré par Olivier Auquier, réalisé en partenariat avec Train World et publié aux éditions La Renaissance du livre en 2022. Ce livre invite les enfants à découvrir le monde du chemin de fer, ses trains et ses métiers d'une manière différente et est traduit en néerlandais, allemand et anglais.

### Vie privée
Il demeure à Beaulieu-sur-Mer dans les Alpes-Maritimes.

## Œuvres

### Publications

#### Beaux livres
(liste sélective)
- Alain van den Abeele, Dictionnaire illustré des petites voitures de course : 1000 Modèles répertoriés, Bruxelles, Rossel Édition, 1975, 163 p. (EAN 3665375152616, OCLC 461584197)
- Alain van den Abeele et Éric de Ville (photographies), Merveilleux circuits miniatures, Bruxelles, Glénat, coll. « Beaux Livres », 1er juillet 1993, 143 p., ill. (ISBN 2871760144 et 9782871760146)
- (fr + en) Alain van den Abeele, Scalextric, histoire et passion, Bruxelles, Gsn Editions, 1er décembre 1999, 129 p. (ISBN 9782930120447)
- Alain van den Abeele et Éric de Ville (photographies), Märklin : miroir de son temps, Bruxelles, Gsn Editions, coll. « Histoire et passion », 2001, 254 p., ill. ; 26 cm (ISBN 9782884680158 et 2884680152)
- Alain van den Abeele et Benoît Deliège (ill.), Francorchamps, formule Ickx[7], Benoît Deliège Éditions, 12 novembre 2020, 224 p., ill. (ISBN 9782960101980).

#### Ouvrages
(liste sélective)
- Alain van den Abeele, Voitures de route et de rêve : Histoires et utopies, Waterloo, La Renaissance du livre, 6 mars 2008, 171 p. (ISBN 9782874159220)
- Alain van den Abeele, Courir pour Hitler[4] : l'industrie et le sport automobiles sous les fascistes et les nazis (1925-1940), Bruxelles, Luc Pire, 23 mai 2011, 192 p. (ISBN 9782875420015)
- Alain van den Abeele, Märklin Rêves de trains, Bruxelles, Luc Pire, 29 septembre 2015, 156 p. (ISBN 9782875421241)
- Alain van den Abeele, À vous le studio[6] !, Bruxelles, Luc Pire, 14 novembre 2019, 336 p. (ISBN 9782875421944)
- Alain van den Abeele, Jacques Borlée L'irréductible[8], Bruxelles, Luc Pire, 4 novembre 2021, 160 p. (ISBN 9782875422514)
- Alain van den Abeele, Nom de Zeus[15] ! : Les folles aventures des dieux et héros grecs, Luc Pire, 24 janvier 2023, 240 p. (ISBN 9782380759044)
- Alain van den Abeele, Georges-Louis Bouchez À bâtons rompus[9], Éditions Kennes, 23 août 2023, 168 p. (ISBN 9782380759044).

#### Biographies
- Alain van den Abeele, Enzo Ferrari : l'homme derrière la légende[5], Waterloo, La Renaissance du livre, 17 janvier 2017, 221 p. (ISBN 9782507054731)

#### Bande dessinée

##### Dossiers Michel Vaillant
- 14. Spa-Francorchamps, Graton éditeur, Bruxelles, 24 août 2012
Scénario : Alain van den Abeele - Dessin : Jean Graton - Couleurs : quadrichromie -  (ISBN 978-2-8001-5428-2)

#### Littérature jeunesse
- Alain van den Abeele et Olivier Auquier (ill.), Jean et le lampiste[13], Waterloo, La Renaissance du livre, 21 avril 2022, 48 p. (ISBN 9782507057268).

#### Articles
- Jacques Culot, « Les Hommes préfèrent les vieilles... C'était au temps où Bruxelles... dans l'antre de Jean Blaton, le passionné une passion... », Le Soir,‎ 18 mai 1992 (lire en ligne , consulté le 11 février 2024).
- « Billet : Avec Alain van den Abeele dans les coulisses de la RTBF », L'Écho,‎ 26 novembre 2019 (lire en ligne , consulté le 11 février 2024).